# 왕봉 (경시)
왕봉(王鳳, ? ~ ?)은 중국 신나라 때의 사람으로 녹림의 난의 주모자로서 녹림군을 창시한 이 중 한 명이다. 훗날 한 경시제 정권에서 중신이 되었다. 강하군 신시현(新市縣) 출신이다.

## 생애
신나라 말기에 남쪽 지역에 기근이 들어 사람들이 물건을 빼앗고 다툼이 심해지자, 왕광와 함께 분쟁을 조정하였다. 그러더니 사람들에 의해 우두머리로 추대되어 수백 명의 무리를 거느리게 되었고, 마무, 왕상, 성단 등이 합류하였다. 왕봉의 무리는 거병하여 녹림산(綠林山)으로 숨었는데, 수개월 만에 7, 8천 명으로 수가 늘어났다. 지황 2년(21년)에는 형주목이 2만의 군사를 보내 이들 녹림군을 공격했는데, 강하군 운두(雲杜)현에서 이를 격파하여 수천 명을 죽이고 경릉현을 함락시켰다. 마침내 녹림군의 수는 5만 여명에 달하였고, 주와 군의 통제 능력을 능가했다.
지황 3년(22년), 역병이 들어서 반수가 죽어, 녹림군은 흩어졌다. 이때 왕광·마무·주유 등과 함께 전수군(한의 남양군)으로 들어갔다. 이쪽 녹림군의 일파를 신시병이라 한다.
용릉에서 전한의 종실 유인이 용릉병을 일으키고 녹림군과 연합하려 하자, 평림병의 지도자 진목(陳牧)과 함께 호응해 장취(長聚)를 쳤다. 그러나 소장안취에서 신나라의 전수대부 진부와 전수속정 양구사에게 참패하자 신시병과 평림병은 회군하려 했다. 유인은 녹림군의 다른 일파인 하강병을 끌어들였고, 결국 지황 4년(23년) 정월에 녹림 연합군은 함께 신나라 군을 무찌르고 진부와 양구사를 모두 베었다. 이후 녹림군에서 황제를 추대할 때 신시병과 평림병의 장군들은 유인의 위명을 꺼려서 유약한 평림병 소속 경시장군 유현을 지지했고, 결국 유현이 황제가 됐다. 왕봉은 성국상공(成國上公)에 봉해졌다.
3월, 녹림군의 별장으로 나중에는 후한을 세워 황제 곧 광무제가 되는 유수가 제장들을 거느리고 영천군의 곤양·정릉·언현을 함락했다. 신나라 황제 왕망은 대사도 왕심(王尋)과 대사공 왕읍(王邑)에게 갑사 42만 명을 포함하는 100만 군대를 파견해 5월에 이들이 영쳔에 당도했다. 녹림군의 제장들은 이 어마어마한 신나라 군대의 위세에 눌려 달아나려 했으나, 유수가 반대했다. 처음에는 반대하던 장수들은 결국 유수의 계책대로 하기로 했다. 그래서 왕봉은 정위대장군 왕상과 함께 성을 수비하고, 유수는 표기대장군 종조(宗佻)와 오위대장군(五威大將軍) 이일(李軼) 등과 함께 성을 나가 바깥에서 군대를 긁어오기로 했다. 유수가 포위망을 뚫고 정릉과 언현의 장군들을 불러모으는 사이, 신나라 군은 곤양성을 에워싸고 공격을 퍼부었고, 이를 견디지 못해 항복하려 했으나 왕읍이 받아주지 않았다. 6월, 유수가 구원군을 이끌고 돌아와 신나라 군대를 무찔렀다(곤양 전투).
경시 2년(24년) 2월, 경시제가 장안으로 천도하고 이성제후왕을 봉하면서 의성왕(宜城王)에 봉해졌다. 이후 왕봉의 행적에 관한 기록은 없다.

## 출전
- 범엽: 《후한서》 권11, 유현유분자열전